# Ron Langeveld
Ron Langeveld is een Nederlands correspondentieschaker. In november 2021 staat hij op derde plaats op de ranglijst van de ICCF, de internationale bond van correspondentieschakers. Zijn ICCF-rating is dan 2660.
In 2002 werd hij kampioen van de Nederlandse Bond van Correspondentieschakers (NBC). 
In 2006 werd hij grootmeester correspondentieschaken (GMc).
In 2012 werd hij wereldkampioen correspondentieschaak. Als gevolg van die prestatie werd hij in mei 2013 uitgeroepen tot Nederlands schaker van het jaar 2012. 